# Mémorial de la guerre germano-nama
Le mémorial de la guerre germano-nama est un monument commémoratif situé à Keetmanshoop, dans la région de ǁKaras en Namibie. Il s’agit d'un monument national de la Namibie depuis 1963. Construit entre 1897 et 1907, le mémorial se compose d'un obélisque surmonté d'un aigle en bronze. Le monument commémore les Schutztruppen morts au combat en 1887, 1903 et 1906-1907. Il commémore également les soldats morts durant la Seconde Guerre mondiale.